# 原崖蜥属
原崖蜥属（學名：Proaigialosaurus）是一属已滅絕半水生雙孔亞綱爬行動物。原崖蜥是在1958年命名，化石是一些頭骨碎片，目前已遺失。
原崖蜥是年代最古老的崖蜥科(有争议)，原崖蜥曾被認為屬於腹軀龍科，一種海生喙頭蜥目。
原崖蜥的化石發現於德國索倫霍芬石灰岩。原崖蜥是種小型蜥蜴，身長小於1公尺。

## 外部連結
- PDF of Dutchak, 2005